# Christophe Gans
Christophe Gans (Antibes, 11 marzo 1960) è un regista, sceneggiatore, critico cinematografico e produttore cinematografico francese.

## Biografia
Studia presso la scuola di cinematografia Idhec ed in seguito scrive e dirige il suo primo cortometraggio Silver Slime, titolo in omaggio a due registi che lo ispirano: Dario Argento ("Silver") e Mario Bava ("Slime").
Dopo aver lavorato a lungo come critico cinematografico, interessato in particolare al cinema di genere, ricoprendo il ruolo di capo redattore della rivista specializzata Starfix, nel 1993, dirige uno degli episodi del film horror Necronomicon. Due anni dopo dirige il suo primo lungometraggio, Crying Freeman, tratto dall'omonimo manga.
In seguito ha diretto il film d'avventura d'ambientazione storica Il patto dei lupi (2001) e Silent Hill (2006), adattamento dell'omonimo videogioco.
Nel making of del film Il patto dei lupi (2001) si paragona ad Antonio Margheriti, ma non ancora all'altezza dei più bravi Mario Bava e Riccardo Freda.

## Filmografia

### Regista
- Silver Slime (cortometraggio) (1981)
- Necronomicon (1993)
- Crying Freeman (1995)
- Il patto dei lupi (Le Pacte des loups) (2001)
- Silent Hill (2006)
- La bella e la bestia (La belle & la bête) (2014)
- Return to Silent Hill (TBA)

### Sceneggiatore
- Silver Slime (cortometraggio) (1981)
- Necronomicon (1993)
- Crying Freeman (1995)
- Il patto dei lupi (Le Pacte des loups) (2001)
- La bella e la bestia (La belle & la bête) (2014)

### Produttore
- L'Atelier: l'histoire de la Film Worshop (cortometraggio) (2004)
- Saint Ange (2004)